# Diocesi di Zaratovio
La diocesi di Zaratovio (in latino: Dioecesis Zaratoviensis) è una sede soppressa e sede titolare della Chiesa cattolica.

## Storia
Zaratovio è un'antica sede vescovile della Grecia, suffraganea dell'arcidiocesi di Tebe.
La sede non compare nell'Oriens Christianus di Michel Le Quien.
In seguito alla quarta crociata (1204), fu eretta una diocesi di rito latino, che il 4 ottobre 1210 è menzionata in una lettera di papa Innocenzo III come suffraganea di Tebe.
Dal 1933 Zaratovio è una sede vescovile titolare della Chiesa cattolica; la sede finora non è mai stata assegnata.